# Жуйков Костянтин Миколайович

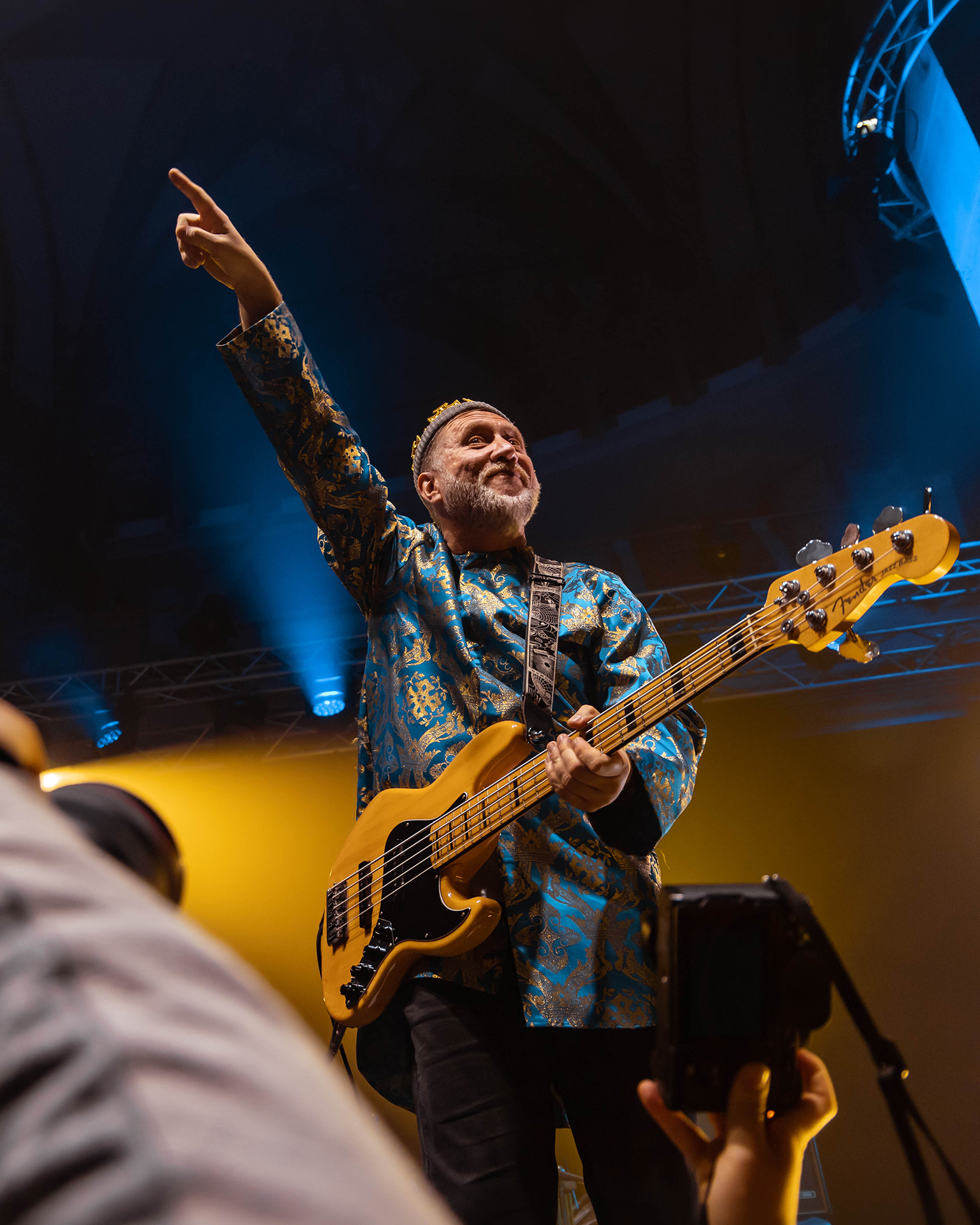
TNMK 2023 Poland

Костянтин «Котя» Жуйков (18 листопада 1975, Харків) — український музикант, учасник (бас-гітарист) та один із засновників українського легендарного хіп - хоп гурту Танок на Майдані Конґо.

## Життєпис
Народився 18 листопада 1975 в місті Харків. Закінчив середню школу №11. Навчався у Харківському музичному училищі імені Бориса Лятошинського та Київському інституті музики імені Рейнгольда Глієра. Грав у Державному духовому оркестрі та в деяких інших. Викладає гітару та бас гітару. Хобі, спорт, комп’ютерні ігри. 
14 червня 1989 року Котя та Фоззі створили гурт «Новые Дома» (Нові будинки), що став прообразом нинішнього ТНМК.